# Castelló de Vinçà
El Castelló de Vinçà és una antiga fortificació medieval de la comuna de Vinçà, a la comarca del Conflent (Catalunya del Nord).
És situat dalt d'un turó cònic a la dreta de la Tet, i ara del Pantà de Vinçà, a la zona de ponent del terme i de la vila de Vinçà. És un turó similar al que es troba a l'extrem de llevant del terme, també a la dreta de la Tet, on es troba la capella de Sant Pere de Bell-lloc.
En un document del 953 es parla d'una guàrdia situada a la dreta de la Tet, que és, indubtablement, el Castelló de Vinçà. Des del 1386 s'esmenta amb el nom de Castelló.
El Castelló de Vinçà està molt esmicolat. Segons dades antigues s'hi reconeixia una edificació de planta rectangular, que ara ha esdevingut un munt d'enderrocs al cim del turó, que, d'altra banda, també acull restes d'hàbitats anteriors a l'època romànica.